# 安中都
安中 都（あんなか みやこ）は、日本のテレビリポーター、アナウンサーである。

## 経歴
和歌山県出身。東洋大学短期大学部に進学し、同時に学校法人東放学園の放送アナウンス科で学ぶ。
2002年に東放学園を修了し、シー・フォルダに所属するテレビレポーターとして、テレビ埼玉の情報番組「情報ひるびん」「情報ごごびん」のレポーターとなった。また、テレビ神奈川(tvk)の「レースレポート」で公営競輪のレポーターを1年間担当した。
2003年からはtvkの「ファイト!川崎フロンターレ Monthly」のレポーターとなった。同番組は2005年4月に毎週放送へと変更されて「ファイト!川崎フロンターレ」と改題したが、安中はそのままレポーターを務めた。安中は同年12月の収録（最終放送は2006年1月）を最後に4シーズンに及ぶ「ファイト！～」のレポーターを降板し、2006年にはシーフォルダとの契約も終了した。
2007年4月からはtvkの「めざせ!競輪キング」に2代目司会として出演し、同番組が終了した2009年3月まで2年間続けた。また、2009年3月8日に開催された日本選手権競輪の決勝戦では、全国31局のラジオ局で中継された実況放送のレポーターを務めた。

## 活動内容
「情報ひるびん」と「情報ごごびん」では毎週木曜・金曜担当のレポーターとなり、埼玉県内を中心とする各地からのレポートを担当した。
「ファイト！～」ではサッカー・Jリーグ2部(J2)の川崎フロンターレを継続的に取材した。同チームは2005年には1部(J1)に復帰し、番組名の変更や放送頻度の増加（月1回から週1回へ）が行われた。同時に、同チームOBの浦上壮史がメインキャスターとなり、安中は事実上のアシスタントとして浦上とコンビを組んだ。
「めざせ！競輪キング」では、スタジオでの司会役の他、全国各地の競輪場でのレポーターや場内イベントの司会などを務めた。

## その他
2009年11月28日に開催されたJ1第33節の川崎フロンターレ対アルビレックス新潟戦では、夫や友人と一緒に等々力陸上競技場を訪れた所をJリーグの公式ファンサイトであるJ's GOALに紹介され、川崎に対しての応援コメントを残した。